# ژوآو پریرا
ژوآو پریرا (زادهٔ ۲۵ فوریهٔ ۱۹۸۴) بازیکن سابق  فوتبال و مربی اهل کشور پرتغال است.
وی برای تیم ملی پرتغال ۴۰ بازی انجام داده و پست تخصصی این بازیکن نیز، دفاع است.